# جيجيانغ هوايو كوبالت
جيجيانغ هوايو للكوبالت هي شركة صينية مقرها الرئيسي في مقاطعة جيجيانغ، تأسست سنة 2002 وهي من أكبر موردي الكوبالت بأشكاله الخام المختلفة.
بلغت أرباح الشركة حوالي 700 مليون دولار أمريكي في سنة 2015.